# Resolució 2071 del Consell de Seguretat de les Nacions Unides
La Resolució 2071 del Consell de Seguretat de les Nacions Unides fou adoptada per unanimitat el 12 d'octubre de 2012. Preocupat per la greu situació a Mali, el Consell va demanar negociacions entre governs i rebels a Mali. Mentrestant, s'examinarà la seva petició d'intervenció internacional.

## Detalls
El Consell de Seguretat va expressar la seva preocupació per l'evolució de la situació en el nord del país des de la rebel·lió tuareg i la posterior entrada en el conflicte de grups islamistes. El Consell va estimar que els esdeveniments podria derivar a una desestabilització de tota la regió del Sahel i a una expansió dels grups terroristes, inclòs Al-Qaida del Magrib Islàmic (AQMI). Va mostrar preocupació per la violació dels Drets Humans que estava tenint lloc en aquesta regió (inclosos atacs contra civils, violència sexual contra les dones, desplaçaments forçosos i reclutament de menors), exigint a tots els grups del nord del país un cessament immediat dels abusos i violacions del dret internacional humanitari.
Va fer una crida al govern de Mali, constituït mesos enrere com a govern d'unitat nacional, als grups rebels i als representants legítims de les zones del nord del país perquè entaulessin negociacions al més aviat possible amb la finalitat d'aconseguir una solució política. Paral·lelament va exhortar als grups rebels a que tallessin relacions amb les organitzacions terroristes que operaven a la zona nord, especialment amb AQMI, sota l'amenaça de ser inclosos ells també en les llistes de sancions aplicables per tots els estats membres de les Nacions Unides contra Al-Qaeda i organitzacions afins.
D'altra banda el Consell de Seguretat va sol·licitar al Secretari General la redacció d'un informe que havia de presentar-se als 45 dies següents per planificar, conjuntament amb assessors militars de la Comunitat Econòmica dels Estats d'Àfrica Occidental (CEDEAO) i la Unió Africana, el disseny d'un full de ruta que preveiés el desplegament d'una fos multinacional. Aquesta força, composta principalment per països de la regió, hauria d'assistir al govern de Mali i a les forces armades malienses per recuperar el control en el nord del país. El Consell de Seguretat es va mostrar disposat a autoritzar mitjançant una posterior resolució i una vegada rebut l'informe del Secretari General aquesta operació multinacional, la qual havia estat prèviament requerida pel govern de transició de Mali.
El projecte de resolució va ser presentat per França i afavorit per Sud-àfrica, el Marroc, Togo, Alemanya, Índia i Regne Unit.